# Diamond of Night
Diamond of Night ("Diamante da noite) foi a canção que representou a Estónia no Festival Eurovisão da Canção 1999 que se desenrolou em Jerusalém.
A canção foi interpretada em inglês pela cantora Evelin Samuel e pela violinista Imbi Rätsep, creditada no Festival Eurovisão da Canção como "Camille". Foi a vigésima-terceira e última canção a ser interpretada na noite do festival, a seguir à canção da Bósnia e Herzegovina "Putnici". Terminou a competição em sexto lugar, tendo recebido um total de 90 pontos. No ano seguinte, em 2000, a Estónia foi representada por Ines que interpretou a canção "Once In a Lifetime"

## Autores
- Letrista: Maian-Anna Kärmas
- Compositor:Priit Pajusaar, Glen Pilvre

## Letra
A música é de género folk-rock e é uma ode à lua, com Samuel, pedindo-lhe para guiar os seus passos.

## Versões
Evelin Samuel gravou também uma versão em estónio e foi também lançada uma nova versão em inglês, em 2002 e um remix desta canção.
- "Langevate tähtede aeg" (estónio)
- remix (em inglês) [4:54]
- nova versão (2002) (English) [2:58]

## Acompanhamentos
Com Evelin Samuel e Camille, participou a harpista Saale Kivimaker no palco, bem como duas vocalistas, Maian-Anna Kärmas (letrista da canção) e e Anneli Tõevere.